# Bělkovice-Lašťany
Bělkovice-Lašťany   ist eine Gemeinde in Tschechien. Sie liegt zehn Kilometer nordöstlich des Stadtzentrums von Olomouc und gehört zum Okres Olomouc. Die Gemeinde entstand 1960 durch den Zusammenschluss von Bělkovice und Lašťany.

## Geographie
Bělkovice-Lašťany befindet sich beiderseits des Trusovický potok am westlichen Fuße der Oderberge in der Hanna. Nordöstlich erhebt sich die Komolá (438 m) und im Osten die Skalice (484 m).
Nachbarorte sind Šternberk und Domašov u Šternberka im Norden, Jívová im Nordosten, Pohořany im Osten, Véska und Nové Sady im Südosten, Dolany und Dolánky im Süden, Bohuňovice im Südwesten sowie Štarnov im Nordwesten.

## Geschichte
Das Gebiet der Gemeinde war bereits in prähistorischer Zeit besiedelt. Die ältesten Funde in Lašťany stammen aus der Jungsteinzeit zwischen 4000 und 3000 v. Chr. In Bělkovice wurde ein kupfersteinzeitliches Beil aufgefunden, das auf etwa 2000 v. Chr. datiert wird.
Die erste urkundliche Erwähnung von Lašťany erfolgte 1078 im Zuge der Gründung des Klosters Hradisko durch Markgraf Otto I. und dessen Frau Euphemia. Das Dorf "Ugezd Lasene" gehörte zu den Dörfern, die Otto dem Kloster schenkte.
Bělkovice ist seit 1238 nachweisbar und gehörte zu den Gütern der Burg Šternberk. Durch das Dorf führte der Gywowska cesta (Giebauer Weg) vorbei an der im 14. Jahrhundert unter Markgraf Karl erbauten  Burg Twingenberg über das Niedere Gesenke in die Provinz Troppau.
Nach der Aufhebung der Patrimonialherrschaften gehörte die Gemeinde Lašťany ab 1850 zum Bezirk Šternberk. Bělkovice war zu dieser Zeit Teil des Bezirkes Olmütz und ab 1921 des Bezirkes Olmütz-Land / Olomouc-venkov. Nach dem Münchner Abkommen und der Teilung des Bezirkes Šternberk verblieb die tschechisch besiedelte Gemeinde Bělkovice bei der Tschechoslowakei und wurde in den Bezirk Olmütz-Land eingegliedert.
Nach dem Ende des Zweiten Weltkrieges gelangte Bělkovice zum Okres Šternberk zurück, der im Zuge der Gebietsreform von 1960 aufgelöst wurde. Lašťany war bis zu diesem Zeitpunkt Teil des gleichfalls abgeschafften Okres Olomouc-okolí. Mit dem Wirksamwerden dieser Reform erfolgte auch die Vereinigung beider Gemeinde unter dem Namen Bělkovice-Lašťany.
Zum Jahresbeginn 2007 bestand der Ort aus 653 Häusern.

## Gemeindegliederung
Für die Gemeinde Bělkovice-Lašťany sind keine Ortsteile ausgewiesen. Grundsiedlungseinheiten sind Bělkovice (Bielkowitz) und Lašťany (Laschtian).
Das Gemeindegebiet gliedert sich in die Katastralbezirke Bělkovice und Lašťany.

## Sehenswürdigkeiten
- Kapelle in Lašťany
- Denkmal für die Opfer beider Weltkriege mit Gedenktafel für Josef Bryks in Lašťany

## Söhne und Töchter der Gemeinde
- Josef Bryks (1916–1957), tschechoslowakischer Jagdflieger im Zweiten Weltkrieg und Opfer des kommunistischen Terrorregimes im Slánský-Prozess, geboren in Lašťany
- Alois Kaňkovský (* 1983), Radsportler